# Sky Captain i el món del demà
Sky Captain i el món del demà (títol original en anglès: Sky Captain and the World of Tomorrow) és una pel·lícula estatunidenco-britànico-italiana de ciència-ficció de Kerry Conran, estrenada el 2004 i doblada al català.
La pel·lícula es va fer a partir d'un curtmetratge de sis minuts creat pel director a casa seva amb un portàtil, Marsha Oglesby, Jon Avnet i Jude Law van veure el curt i va decidir coproduir la pel·lícula i ajudar el director a trobar la resta del finançament per a poder-la realitzar. La pel·lícula s'estrenà a Catalunya durant la Gala d'Inauguració de la 37a edició del Festival de Cinema de Sitges (2 de desembre del 2004) amb diversos problemes de puntualitat, projecció i organització.

## Argument
La història es desenvolupa en una ucronia situada el 1939. Polly Perkins, periodista del Chronicle, intenta elucidar la desaparició de diversos científics de renom. La pista sembla portar a un cert doctor Totenkopf («cap de mort» en alemany).
Mentre que robots gegants enviats per Totenkopf ataquen Nova York, la policia impotent apel·la al Capità Sky i als seus esquadrons. El Capità Sky, junt amb Polly Perkins, haurà de perseguir aquests robots pel món fins a descobrir els plans de Totenkopf i evitar la fi del món.

## Comentari
Sky Captain i el món del demà  presenta la particularitat de ser completament concebut segons un guió il·lustrat en 3D; els actors han rodat sobre fons blau, les màquines i les decoracions generades per ordinador han estat afegides en postproducció. La pel·lícula combina a més a més les estètiques i modes narratius propis del serial dels anys 1930, de la pel·lícula negra hollywoodienca, del còmic de superheroi, i del videojoc contemporani.

## Repartiment

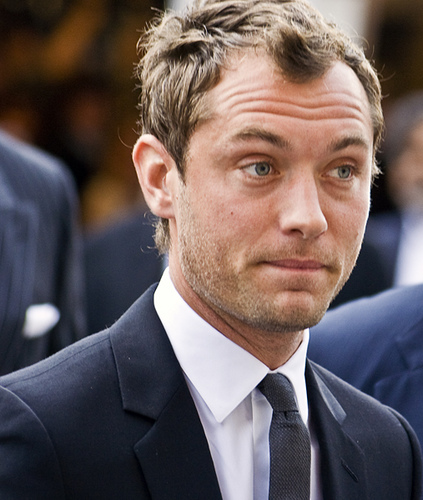
Capità Sky
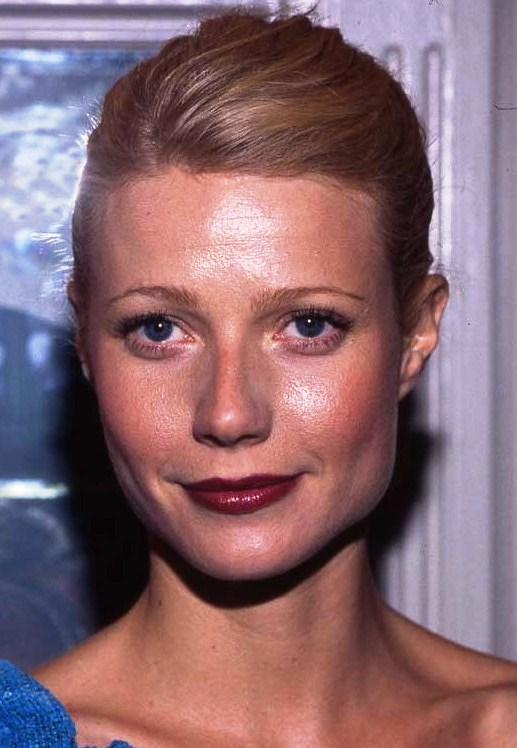
Polly Perkins
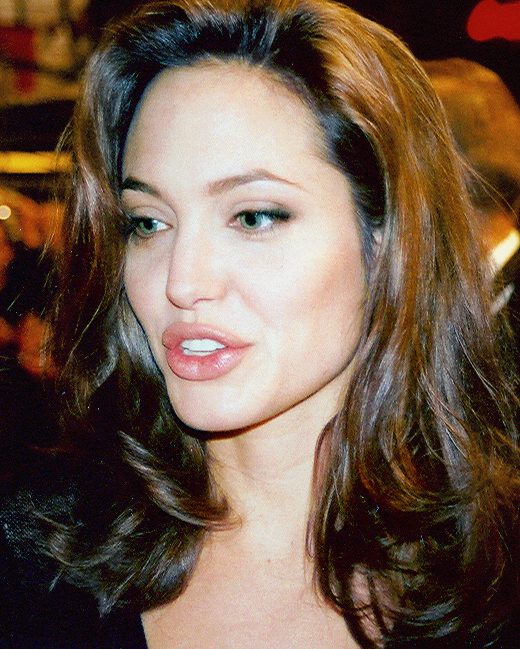
Franky Cook
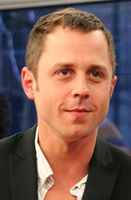
Dax Dearborn
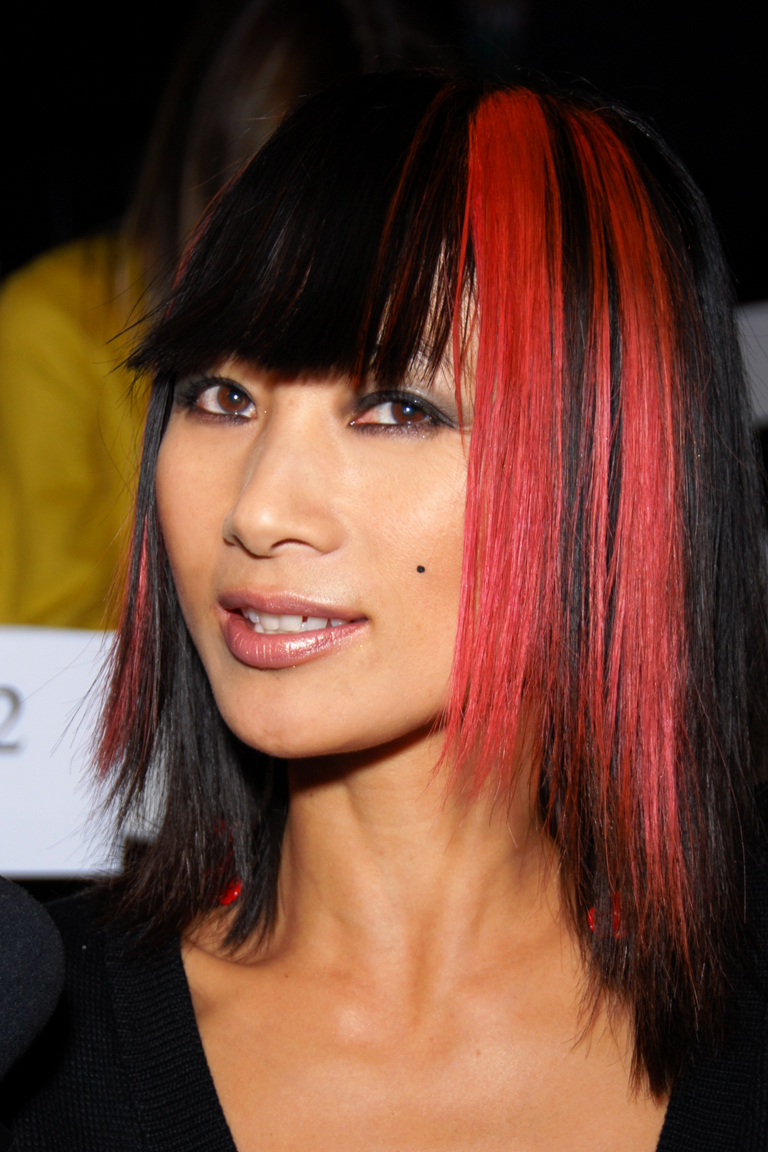
Dona androide

| Intèrpret        | Personatge                     | Veu en català         |
| ---------------- | ------------------------------ | --------------------- |
| Gwyneth Paltrow  | Polly Perkins                  | Alicia Laorden        |
| Jude Law         | Joe «Sky Captain» Sullivan     | José Posada           |
| Angelina Jolie   | capità Francesca «Franky» Cook | Maria del Mar Tamarit |
| Giovanni Ribisi  | Dax Dearborn                   | Xavier de Llorens     |
| Michael Gambon   | redactor en cap Paley          | Joaquim Díaz          |
| Bai Ling         | Dona androide                  | desconegut            |
| Omid Djalili     | Kaji                           | Toni Sevilla          |
| Laurence Olivier | Dr. Totenkopf                  | Abel Folk             |
| Trevor Baxter    | Dr. Walter Jennings            | Fèlix Benito          |